# El Hadj Hassan Gouled Aptidon Stadion
Het El Hadj Hassan Gouled Aptidon Stadion is een multifunctioneel stadion in Djibouti, de hoofdstad van Djibouti. Het stadion wordt vooral gebruikt voor voetbalwedstrijden. Het nationale elftal van Djibouti speelt er onder meer zijn thuiswedstrijden.
In het stadion kunnen 10.000 toeschouwers. In april 2007 kreeg het Kunstgras, als onderdeel van de FIFA's  Win in Africa ontwikkelprogramma.
Op 26 juni 1993 werd dit stadion geopend. Het is vernoemd naar de eerste president van Djibouti, Hassan Gouled Aptidon (1916–2006).